# بیانکا روسی
بیانکا روسی (ایتالیایی: Bianca Rossi؛ زادهٔ ۲ مهٔ ۱۹۵۴) بازیکن زن بسکتبال اهل ایتالیا بود. وی در بازی‌های المپیک تابستانی ۱۹۸۰ شرکت کرده‌است.